# Црква Светог Николе у Брезови
Црква Светог Николе (Бела црква) у селу Брезови на планини Мучњу код Ивањице, подигнута је током првих деценија XVII века, на месту старије цркве. Налази се на 26 km од Ивањице. Народно предање њено подизање везује за Стефана Лазаревића, чији се фреско портрет налази у цркви.
Радови на археолошком истраживању цркве, али и њеној конзервацији и рестаурацији извођени су у више наврата (1971–1972, 1973–1975. и 1987) и она се данас налази под заштитом републике Србије, као споменик културе од великог значаја.

## Архитектура
Црква Светог Николе у Брезови има основу једнобродне грађевине са полигоналним кубетом и розетама на задњој страни. Наос цркве је подељен на три травеја. Над средњим од њих се уздиже купола, док се над бочнима налазе полуобличасти сводови.Олтарска апсида је полукружног облика, док је самој цркви касније дозидан велики нартекс и направљен још један улаз, на северном зиду.
Према својој основи и другим архитектонским елементима, црква у Брезови спада у групу цркава које су током отоманског периода подигнуте по угледу на старе цркве Рашког стила. Сачуван је оригинални иконостас из четрнаестог века.

## Живопис
Фреске у цркви настале су током `30 година XVII века и радила су их двојица сликара потпуно различитог образовања, талента и стилских схватања, који нису успели да остваре усаглашену целину, али и поред тога њихове фреске имају изразито занимљиву иконографију. Осликавање већег дела цркве, извео је лошији од њих двојице, иначе следбеник попа Страхиње из Будимља. Рад другог сликара одликује склоност иконопису, елеганција издужених фигура и моделовање бојом.
У живопису се издвајају сцене из живота Св. Николе, ликови цара Лазара, царице Милице и деспота Стефана Лазаревића. Портрет деспота Стефана, смештен је на северном зиду, у близини његовог споја са западним, а сматра се да је рађен према аутентичној фресци, која је, на основу титуле, настала између 1421. и 1427. године. Поред њега, у цркви је насликан и кнез Лазар (западни зид).
Симеон Лазовић је 1805. године израдио царске двери и надверје са Недреманим оком, у склопу црквеног иконостаса.